# Il lago dei cigni (film)
Il lago dei cigni (世界名作童話 白鳥の湖?, Sekai meisaku dōwa: Hakuchō no mizūmi, lett. "I capolavori mondiali della fiaba: Il lago dei cigni") è un film d'animazione del 1981 diretto da Kimio Yabuki.
La pellicola, prodotta dalla Toei Animation per celebrare il suo 25º anniversario, è basata sull'omonimo balletto di Pëtr Il'ič Čajkovskij, del quale sono state utilizzate anche le musiche originali, e vede la partecipazione di Yumiko Igarashi come character designer. Rappresenta il quarto episodio di Sekai meisaku dōwa, una serie di cinque film tratti da fiabe, preceduto da Heidi diventa principessa (1977), Pollicina (1978), I dodici mesi (1980) e seguito da La lampada di Aladino (1982).

## Trama
Il principe Sigfrido si reca insieme ai suoi scudieri Benno e Adolfo ad una battuta di caccia  e si spingono fino ad uno splendido lago popolato da cigni. Fra tutti i nobili animali ce n'è uno che spicca per la sua bellezza e soprattutto perché possiede una corona dorata sulla testa. Desiderando farne dono al suo principe, Adolfo si prepara a scoccare una freccia contro il cigno, ma un gufo glielo impedisce e lo trasforma in pietra. A tutto ciò assistono due buffi scoiattolini, Zucchero innamorata del principe e Fiore, innamorato della sua amica, ma non corrisposto.
Sigfrido e Benno ritornano al castello, dove la regina madre annuncia al figlio che l'indomani, in onore del suo compleanno e della sua maestà salita al trono, si terrà un grande ballo al castello e saranno presenti tutte le principesse degli altri regni, tra le quali il giovane dovrà scegliere la sua sposa. Sigfrido non è molto felice, perché vorrebbe avere al suo fianco una ragazza che ama realmente. In quell'istante ripensa al cigno coronato e decide di tornare al lago. Lì nota che il cigno si dirige verso la foresta stregata, ma senza timore decide di seguirlo e anche i due scoiattoli vi si recano. I tre assistono ad uno spettacolo straordinario: quando il cigno tocca terra si trasforma in una splendida fanciulla dalla pelle candida e i lunghi capelli dorati. Sigfrido subito tenta di avvicinarla, ma la ragazza cerca di scansarlo e gli dice di andare via chiamandolo per nome.
Il principe non si spiega come sia possibile che lei lo conosca, allora la ragazza gli svela il suo nome, Rossana, e la sua triste storia. Tre anni or sono, un perfido mago di nome Tenebroso aveva chiesto la sua mano, ma lei si era rifiutata di sposarlo; lui per punirla le scagliò un incantesimo: di giorno avrebbe vissuto in un corpo di cigno, di notte sarebbe tornata umana. L'unico modo per spezzare l'incantesimo è un giuramento di amore eterno reso pubblico a tutti. Rossana dice anche che da tre anni si reca al lago per osservare Sigfrido e gli rivela il suo amore.
Sigfrido le chiede di venire al ballo, dove renderà pubblico il loro amore e spezzerà l'incantesimo. Rossana accetta ma dice al principe di andarsene perché il mago potrebbe svegliarsi. Alla scena però ha assistito Rosanna, la figlia di Tenebroso che corre ad avvisare il padre; il mago infuriato si reca nella prigione di Rossana e cerca invano di convincerla a sposarlo. Per farla soffrire trasforma il suo uccellino in un verme e la isola nella sua cella, così non potrà andare al ballo. Rosanna inoltre escogita un piano per far innamorare Sigfrido di lei: si tramuta in Rossana e si reca al ballo al suo posto. Zucchero preoccupata si reca al castello per avvisare il principe del tranello, ma lui non riesce a capire i suoi versi; nel frattempo Fiore riesce a liberare Rossana che può finalmente andare al ballo.
Al castello Sigfrido, dopo aver rifiutato tutte le altre, vede arrivare la sua bella principessa che però sostiene di chiamarsi Rosanna e che probabilmente è lui ad aver capito male il suo nome la notte precedente. Sigfrido e Rosanna iniziano a danzare, mentre Rossana finalmente giunta al castello assiste alla scena inerme, bloccata da Tenebroso. Quando Sigfrido annuncia a tutta la corte che ha finalmente trovato la sua regina, Rossana sviene tra le braccia di Tenebroso. In quell'istante Tenebroso si palesa a tutti e Rosanna ritorna al suo aspetto, Sigfrido si rende conto dell'inganno e cerca di scusarsi con Rossana, che però vola via sotto l'aspetto di cigno.
Tenebroso e Rosanna ritornano al castello, dove il mago tenta nuovamente di convincere Rossana a divenire sua moglie, ma inutilmente. Sigfrido e gli scoiattoli irrompono nel castello del mago e iniziano a combattere. Quando Sigfrido annuncia di non voler assolutamente sposare Rosanna, quest'ultima offesa, chiede al padre di uccidere il principe. Sigfrido e Rossana cercano di fuggire nella torre, inseguiti dal perfido mago e nella lotta lo scoiattolo Fiore viene trasformato in rospo, la piccola Zucchero si rende veramente conto dei sentimenti del suo amico. La battaglia sembra favorire il mago e i suoi poteri: Tenebroso punta la spada all'inerte Sigfrido e minaccia di ucciderlo a meno che Rossana non prometta di sposarlo. La fanciulla accetta, ma mentre sta pronunciando il suo giuramento, Sigfrido urla dalla disperazione e si trafigge con la spada. La forza dell'amore del giovane fa scaturire una possente luce che distrugge il mago Tenebroso, sua figlia e tutti i suoi sortilegi. Alla fine Zucchero può abbracciare il suo Fiore, Sigfrido però è stato salvato dall'amore, così si volge verso la sua amata Rossana e i due si scambiano un profondo abbraccio mentre il sole sorge con uno stormo di cigni che vola felice nel cielo.

## Personaggi
Rossana (Odette)
È la bella principessa dai capelli biondi e dorati di cui si innamora Sigfrido. Tre anni prima dello svolgersi degli eventi, aveva rifiutato di sposare il malefico mago Tenebroso e per questo era stata punita con un terribile incantesimo: di giorno sarebbe stata costretta in un corpo di cigno parlante, solo la notte sarebbe tornata fanciulla. L'incantesimo viene spezzato dall'amore del principe Sigfrido dopo la sconfitta di Rothbart.
Sigfrido (Siegfried)
Principe di un florido reame, è invogliato dalla madre a prendere moglie in vista del suo diciottesimo compleanno, giorno in cui salirà al trono. Non amando nessuna delle principesse propostegli, fugge verso il lago dove incontra uno splendido cigno, che rivela essere una splendida fanciulla di nome Rossana, della quale si innamora. Col suo amore spezza l'incantesimo e uccide il mago Tenebroso.
Tenebroso (Rothbart)
È un infido e malvagio stregone innamorato della bella Rossana, ma quando questa lo ha rifiutato, lui le ha scagliato contro una maledizione. È goffo, impacciato, di cattivo aspetto, ma soprattutto è rude e violento, anche se molto spesso è succube dei capricci della sua figlia Rosanna. Può trasformarsi in gufo per volare più facilmente da un luogo all'altro. Viene ucciso dall'amore di Sigfrido ed Rossana.
Rosanna (Odile)
Figlia di Tenebroso, a differenza del padre si dimostra più saggia, accorta e astuta. Si trasforma in Rossana per attrarre il principe Sigfrido, ma quando questi vede il suo vero aspetto la rifiuta, scatenandone l'ira. Come il padre può trasformarsi in un rapace ed anche lei viene sconfitta dall'amore dei protagonisti.
Zucchero (Margarita)
La simpatica mascotte della storia, è un po' capricciosa, ma in fondo ha un cuore d'oro. Prova una profonda ammirazione verso il principe Sigfrido senza rendersi conto di amare in realtà Fiore, ma quando lui si contrappone a Tenebroso, la scoiattolina si accorge dei suoi sentimenti.
Fiore (Hans)
Lo scoiattolo maschio parlante della storia, è innamorato perdutamente di Zucchero, ma non è corrisposto. Riesce finalmente ad attrarla quando combatte coraggiosamente contro il mago Tenebroso e viene mutato in rospo. Quando però, il mago viene sconfitto, torna normale.
Benno
Uno degli scudieri del principe, lo esorta a non rischiare e a diffidare dal recarsi al lago incantato e alla foresta stregata.
Adolfo (Hadolf)
Altro scudiero del principe, viene mutato in una statua di pietra  da Tenebroso, mentre cerca di uccidere Rossana con una freccia; alla fine torna normale.
Regina madre
La Regina è la madre di Sigfrido, si preoccupa del futuro del figlio che esorta a sposarsi al più presto. In vista del gran ricevimento per il compleanno del suo figlio, organizza uno splendido ballo ed invita tutte le principesse della zona, che però sono indifferenti a Sigfrido. Sembra trovare la pace quando vede il figlio danzare con Rosanna, trasformata in umana, ma poco dopo la vediamo disperata mentre cerca di fermare il figlio che va incontro al terribile mago.

## Colonna sonora
La musiche tratte dal balletto sono state eseguite dall'Orchestra Sinfonica di Vienna.

### Canzoni
Testi di Etsuko Bushika, musiche di Masashi Wakamatsu eseguite dalla Columbia Orchestra.
1. Ai no mizuumi (愛のみずうみ, lett. "Il lago dell'amore") (canzone dei titoli di coda) cantata da Kyōko Ishige[2]
2. Kagayaku haru no hi (かがやく春の日, lett. "Luminosa giornata di primavera") cantata da Kyōko Ishige

## Distribuzione

### Date di uscita e titoli internazionali
- 14 marzo 1981 in Giappone
- 23 luglio in Canada e negli Stati Uniti (Swan Lake)
- 18 settembre nel Regno Unito (Swan Lake)
- 18 novembre in Francia (Le Lac des Cygnes)
- 24 dicembre in Germania Est (Schwanensee)
- 17 giugno 1982 in Australia (Swan Lake)
- 23 giugno in Brasile (O Lago dos Cisnes)
- 1º gennaio 1983 in Aruba
- 10 marzo in Ungheria (Hattyúk tava)
- 31 luglio in Cina
- 25 dicembre in Italia (prima TV) (Il lago dei cigni)

### Edizione italiana
In Italia il film andò in onda in prima visione la sera del giorno di Natale del 1983 su Italia 1 e venne in seguito regolarmente trasmesso nel periodo natalizio. L'edizione italiana è curata dal Gruppo Trenta sotto la direzione di Germana Dominici; i nomi dei personaggi sono stati per lo più cambiati.

### Edizioni home video
Il film è stato pubblicato in Italia in DVD dalla Yamato video nel 2006.